# Stipa majalis
Stipa majalis là một loài thực vật có hoa trong họ Hòa thảo. Loài này được Klokov miêu tả khoa học đầu tiên năm 1976.